# Ajn ad-Durajdż
Ajn ad-Durajdż (arab. عين الدريج, ʿAyn ad-Durayǧ; fr. Ain Dorij) – miejscowość w północnym Maroku, w regionie Tanger-Tetuan-Al-Husajma, w prowincji Wazzan. W 2014 roku liczyła 3394 mieszkańców.